# Cimetière Abadie
Le cimetière Abadie est un cimetière de la ville de Cannes dans les Alpes-Maritimes. Il est constitué de deux sites : Abadie I, au 2 chemin des Gourguettes et son annexe Abadie II, au 258 avenue Michel-Jourdan, dans le quartier de La Bocca.

## Personnalité inhumée au cimetière Abadie
- Rina Ketty (1911-1996), chanteuse française d'origine italienne ;
- Annie Cordy (1928-2020), chanteuse et actrice belge.